# José de Larra Domínguez
José de Larra Domínguez (Valladolid, c. 1665 - Salamanca, 17 de agosto de 1739) fue un escultor español del siglo XVIII.

## Biografía
Se cree que nació en Valladolid hacia 1665. Se formó en el taller madrileño de José de Churriguera, donde conoció a su hermana Mariana con quien se casó en 1689. Del matrimonio nacieron seis hijos, siendo el más conocido el mayor, Manuel de Larra Churriguera. En 1714 se trasladó a Salamanca donde estableció su taller, vinculado a las obras desarrolladas por sus cuñados Joaquín y Alberto.
Fue maestro del cantero e imaginero iscariense Alejandro Carnicero en diversas obras realizadas en la provincia de Zamora. Falleció en Salamanca en 1739.

## Obra

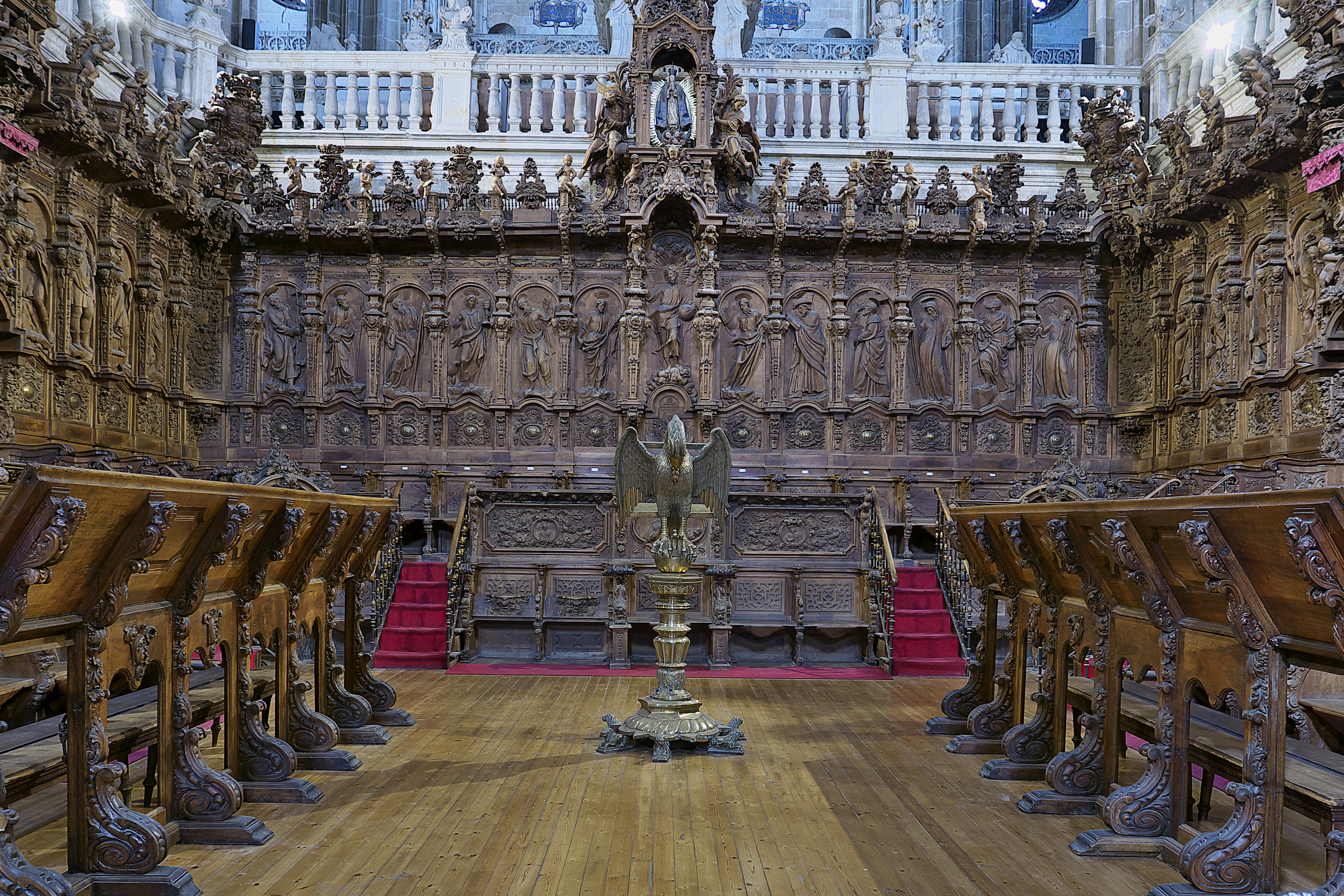
Coro de la Catedral Nueva de Salamanca

Su obra estuvo centrada en los encargos recibidos del Cabildo Catedralicio de Salamanca mientras sus cuñados eran maestros mayores del templo. Realizó los medallones interiores y exteriores de la cabecera y crucero de la Catedral Nueva, la obra escultórica de la primera linterna de la Catedral, desaparecida con el Terremoto de Lisboa, de la que se conservan los ocho relieves con escenas de la vida de la Virgen del anillo inferior del ochavo, desarrolló la dirección escultórica de la sillería del coro de la misma Catedral y la del tabernáculo que se realizó para la capilla mayor, desmontado en 1746.
Fuera de los encargos catedralicios realizó entre 1714 y 1716 la imagen de "Jesús en la calle de la Amargura" de la Congregación de Jesús Nazareno de Salamanca, junto con las siete figuras que en origen representaban la escena de Jesús con las hijas de Jerusalén, hasta la reforma del paso en 1724.
La doctora Virginia Albarrán, en su monografía sobre el escultor Alejandro Carnicero ("El escultor Alejandro Carnicero. Entre Valladolid y la Corte (1693-1756)". Diputación de Valladolid, 2012), le atribuyó la autoría de la imagen de la Virgen de las Angustias de la Congregación de Jesús Rescatado, también en Salamanca, algo que más tarde ha recogido también Francisco Casaseca.